# Odontocline fadyenii
Odontocline fadyenii là một loài thực vật có hoa trong họ Cúc. Loài này được (Griseb.) B.Nord. mô tả khoa học đầu tiên năm 1978.